# Aechmea bambusoides
Aechmea bambusoides är en gräsväxtart som beskrevs av Lyman Bradford Smith och Raulino Reitz. Aechmea bambusoides ingår i släktet Aechmea och familjen Bromeliaceae. Inga underarter finns listade i Catalogue of Life.